# Wielandomyces
Wielandomyces — рід грибів родини больбітієві (Bolbitiaceae). Назва вперше опублікована 1988 року.

## Класифікація
До роду Wielandomyces відносять 1 вид:
- Wielandomyces robustus